# Rikard Lang
Rikard Lang (Vinkovci, 22. veljače 1913. – Zagreb, 16. rujna 1994.) je bio hrvatski ekonomist i pravnik iz Zagreba, židovskog podrijetla. Otac je hrvatskog političara i liječnika Slobodana Langa.
Ugledno je ime svjetske ekonomske misli.

## Životopis
Rodio se je u Vinkovcima 1913. godine u obitelji odvjetnika Ignjata Langa koji je ondje vodio odvjetnički ured. U Vinkovcima je Rikard Lang pohađao pučku školu i gimnaziju. Maturirao je 1931. godine. Na studij je otišao u Zagreb. Ondje je došao u kontakt s ljevičarskim pokretima. Studirao je pravo Pravnom fakultetu na kojem je diplomirao i doktorirao 1936. godine. Nakon diplome zaposlio se je kao odvjetnički pripravnik. Tu ga je dočekao drugi svjetski rat i uspostava NDH. Radio je kao odvjetnički pripravnik do sredine 1942., nakon čega se priključio antifašističkom pokretu otpora, u kojem je ostao do kraja rata; njegova pak cijela obitelj stradala je u ratu. Rikard Lang je ostao u partizanima do kraja rata 1945. godine. Lang je bio jedina osoba koja je 1944. pratila Tita na razgovore s Winstonom Churchillom u Italiji: Lang je imao dopuštenje biti naoružan, a poveo ga je sa sobom kao partizana, kao govornika svjetskih jezika (engleski, njemački, francuski, talijanski i ruski), osobe iznimna intelekta.
Nakon rata dobio je mjesto predavača na zagrebačkom Pravnom fakultetu. Ondje je pokrenuo da se osnuje katedra Političke ekonomije. Na toj je katedri predavao od 1947. do umirovljenja 1983. godine. Na istoj je bio izvanrednim profesorom od 1952., od 1958. redovnim, i predstojnikom. Od 1960. je dvije godine bio dekanom, a potom dvije godine prodekanom. Predavao je u Hrvatskoj i inozemstvu, u zemljama Zapada, istočnog bloka i zemljama Trećeg svijeta. Često je bio mostom u komunikaciji zapadnih i istočnih odnosno kapitalističkih i realsocijalističkih ekonomskih stručnjaka, jer je poznavao socijalističke planske sustava i tržišno gospodarstvo. Vodio je na Pravnom fakultetu poslijediplomski studij Samoupravljanje i udruženi rad - ekonomski i pravni aspekti.
Svjetskoj je zajednici ekonomskih stručnjaka privukao pozornost svojim znanjem na području samoupravljanja, jer je zainteresirao i zapadne tržišne ekonomiste. Razlog tome bila je radnička participacija u upravljanju poduzećem, jer se smatralo da i u tržišnim gospodarstvima može utjecati na rast proizvodnosti rada. Druga dimenzija je ona što je bilo korisno za istočni blok: samoupravljanje je bio model pomoću kojeg bi se preostale središnjeplanska gospodarstva mogle vratiti u okrilje tržišnih gospodarstava. 
Zaslužnik je hrvatskih ekonomskih ustanova i znanstvenih časopisa, kojima je bio pokretačem, prvim direktorom i urednikom. 
Bio je direktorom zagrebačkog Ekonomskog instituta od početka rada te ustanove 1954. godine (osnovan je 1939., osnovala ga je Banovina Hrvatska). 
Istakao se u hrvatskom proljeću 1971. što se nije pridružio onovremenoj vrlo probitačnoj hajci na ljude, pa je tako spriječio progone kolega na zagrebačkom Ekonomskom institutu. Na dužnosti direktora instituta zahvalio se 1974. godine. Od prvog broja, od 1950. do 1952. uređivao je list Ekonomski pregled, mjesečnik Hrvatskog društva ekonomista. Uređivao je list Ekonomskog instituta u Zagrebu Ekonomske studije od 1962. do 1970. godine. 
1950-ih je godina bio glavnim tajnikom prvog Udruženja za UN Hrvatske; predsjednik je bio Hinko Krizman, ondašnji ministar pravosuđa u Vladi RH.
Zajedno s Dragomirom Vojnićem i Kirom Gligorovim, radio je na problematici privredne reforme iz 1965. godine. Pri pripremi reforme pridonio im je Abbe Lerner, koji je Vojniću i Langu posebice skretao pozornost na probleme miješanja upravljanja i rukovođenja i monopola radnoga mjesta, na potrebu definiranja titulara društvenoga vlasništva i razvitka cjelo-
vitog (pluraliziranog) integralnog tržišta.
Jednim je od glavnih inicijatora Opatijskog skupa ekonomista, tradicijskog godišnjeg okupljanja hrvatskih ekonomskih stručnjaka koji se održava od 1968., od doba velike društveno-ekonomske reforme koja je započela 1965. godine. Među suinicijatorima bili su Savka Dabčević-Kučar, Drago Gorupić, Jakov Sirotković, Ivo Perišin, Milan Mesarić, Dragomir Vojnić i drugi.
Bavio se problemom teorije i prakse samoupravnog socijalizma, po čemu je jedan od rijetkih znanstvenika. Pisao je i o problematici prijelaza u tržišno gospodarstvo, o reformi gospodarskog sustava, radničkom sudjelovanju u upravljanju poduzećem (usporedba SR Njemačke i SFRJ), gospodarskom razvitku. Zalagao se za tržišne odnose u socijalizmu, uključivanje takvog društva u svjetske gospodarske tokove i na svjetsko tržište. Mnogi su se hrvatski gospodarski subjekti zahvaljujući Langu i Ekonomskom institutu uspješno uključili u međunarodne gospodarske tijekove.
Umirovio se 1983. godine. To nije značilo kraj njegova znanstvenog rada, nego je do zadnjih dana radio. 

## Djela
Napisao je preko dvjesta djela.
- autor
- Međunarodna suradnja i ekonomski razvoj, 1955.
- Tečaj političke ekonomije, 1964.
- Sveučilište i ekonomski razvoj, 1970.
- Problemi ekonomskih funkcija federacije vezanih uz djelovanje jedinstvenog tržišta (suautor Zoran Pjanić), 1971.
- Politička ekonomija (1968., 2. proš. i izm.izd 1972., 3. izm.izd. 1977.)
- Sistem proširene društvene reprodukcije i napredak nauke, tehnike i tehnologije, 1974.
- Jedinstvo tržišta i autarhija, 1977.
- Koncepcija i strategija razvoja, 1986.

- urednik
- Mali ekonomski rječnik (gl.ur. Rikard Lang; ur. Savka Dabčević-Kučar, Drago Gorupić i dr.), 1953.
- Izbor radova, 1952-1962. (autori Rikard Lang, Drago Gorupić, Ivo Vinski i dr), 1963.
- Privredni sistem i ustavna reforma: (zbornik radova) (ur. Rikard Lang; članovi uredničkog odbora Milutin Baltić i dr.), 1973.
- Essays on the political economy of Yugoslavia (suurednici George Macesich i Dragomir Vojnić), 1982.
- Essays on the Yugoslav economic model (ur. George Macesich uz pomoć Rikarda Langa i Dragomira Vojnića), 1986.
- Essays on the Yugoslav economic model (ur. George Macesich uz pomoć Rikarda Langa i Dragomira Vojnića), 1989.

- autor predgovora
- Direktor u samoupravnim odnosima, 1967.
- Problemi provođenja društveno-ekonomske reforme (ur. Dušan Dragosavac, Drago Gorupić i dr.), 1969.
- Regionalni aspekt rezultata poslovanja društvene privrede Jugoslavije od 1964. do 1968. godine: vrijeme pripreme i provođenja privredne reforme, autor: Ivan Turčić, 1972

## Nagrade i priznanja
Dobio je brojna domaća i inozemna priznanja, odlikovanja i nagrade. Dodijelili su mu ih ugledne domaće i inozemne ustanove. 
Kao ugledni hrvatski gospodarstveni stručnjak, dobio je mjestu u jugoslavenstvom izaslanstvu na sjednicama Glavne skupštine UN-a, te članom u inim tijelima i specijaliziranim agencijama ove međunarodne organizacije (predsjednikom komisije u UNCTADu,UNIDO)
Bio je stalnim članom Međunarodnog upravnog vijeća u: 
- Bečkom institutu za međunarodne gospodarske usporedbe
- Institutu za komparativne studije Državnog sveučilišta Floride

Predavao je na brojnim domaćim i inozemnim sveučilištima, a često ga je pozivao u goste Institut za ekonomska i politička istraživanja Ruske akademije znanosti.

## Vanjske poveznice
- Historiografija.hr[neaktivna poveznica] Historijski zbornik, 1949.: Rikard Lang: Sporazum britanskih i njemačkih monopolista u Düsseldorfu 1939., prilog istraživanju djelatnosti međunarodnih kartela u pripremanju II. svjetskog rata
- Hrvatska znanstvena bibliografija Stjenko Vranjican: Popis radova prof.dr. Rikarda Langa